# Ingvar Seregard
Bror Ingvar Valdemar Seregard, född 29 december 1924 i Åmål, död 1 februari 2003, var en svensk fackföreningsman.

## Biografi
Efter ingenjörsexamen i Göteborg 1946 var Seregard ingenjör vid AB Volvo-Köpingverken 1946–52, blev ombudsman i Svenska industritjänstemannaförbundet (SIF) 1952, förste ombudsman 1966, förhandlingschef och ställföreträdare för förbundsdirektören 1967 samt förhandlingsdirektör där 1977–81. 
Seregard var ordförande i Tjänstemännens centralorganisations (TCO) ingenjörsråd 1961–67, ledamot av Arbetsmarknadsstyrelsen (AMS) 1967–73, styrelseledamot i TCO 1973–79, ordförande i Privattjänstemannakartellen (PTK) 1973–85, ordförande i Arbetslivscentrum (ALC) 1985–88, ledamot av statsrådslönenämnden 1987–89 och regeringens enmansutredare i förhandlingsutredningen 1987–88. Han var medlare i arbetskonflikter från 1989.